# Río Pinheiros
El río Pinheiros (en portugués: Rio Pinheiros) es un río brasileño del Estado de São Paulo que atraviesa el territorio de la ciudad de São Paulo. Nace del encuentro del río Guarapiranga con el río Jurubatuba, y desemboca en el río Tietê. 
En la ciudad de São Paulo es bordeado por la vía expresa Marginal Pinheiros, que junto con la Marginal Tietê, componen el principal sistema vial de la ciudad; se estima que el 70% del flujo total de vehículos pasan por una de las dos arterias diariamente.

## Historia

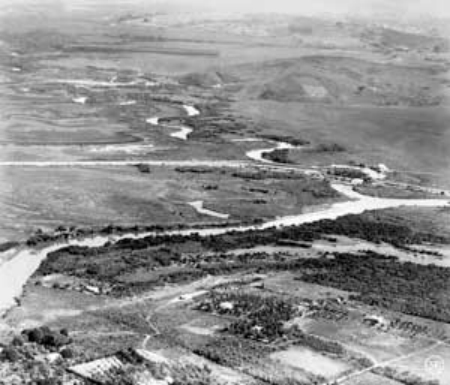
Confluencia de los ríos Pinheiros y Tietê, c.1929.

En los tiempos coloniales, el río Pinheiros era llamado Jurubatuba, que en tupí significa lugar con muchas palmeras jerivás, o también pardo y sucio. Pasó a ser llamado río Pinheiros por los jesuitas, en 1560, cuando crearon una aldea indígena denominada Pinheiros. Fue bautizado así a causa de la gran cantidad de araucarias (o pinheiros-do-paraná) que cubrían la región. El principal camino que daba acceso a la aldea era el Caminho de Pinheiros, que hoy es la Rua da Consolação.
De a poco, con la construcción de puentes que permitían su cruce, las costas del río fueron siendo ocupadas. El bandeirante Fernão Dias Pais Leme se convirtió en propietario de tierras en la orilla derecha del Río Pinheiros. De ese lado, estaba el Fuerte Emboaçava, para proteger a la villa de São Paulo de Piratininga de los ataques indígenas, que en la época eran constantes.
A principios del siglo XX, el paisaje en torno al río comenzó a transformarse en función de las nuevas olas de inmigrantes, principalmente italianos y japoneses, que se instalaron en las costas del río.
A partir de 1940, se iniciaron las obras de rectificación del Río Pinheiros. El objetivo de estas obras era acabar con las inundaciones, canalizar las aguas y dirigirlas hacia el Reservatorio Billings. Con eso, fueron creadas las condiciones para la instalación de una usina hidroeléctrica. Las obras de rectificación, junto con la construcción de vías expresas de tránsito, aislaron al río Pinheiros de la convivencia directa con la población, incluso antes de que sus aguas alcanzaran un elevado nivel de contaminación. 

## Problemas ambientales

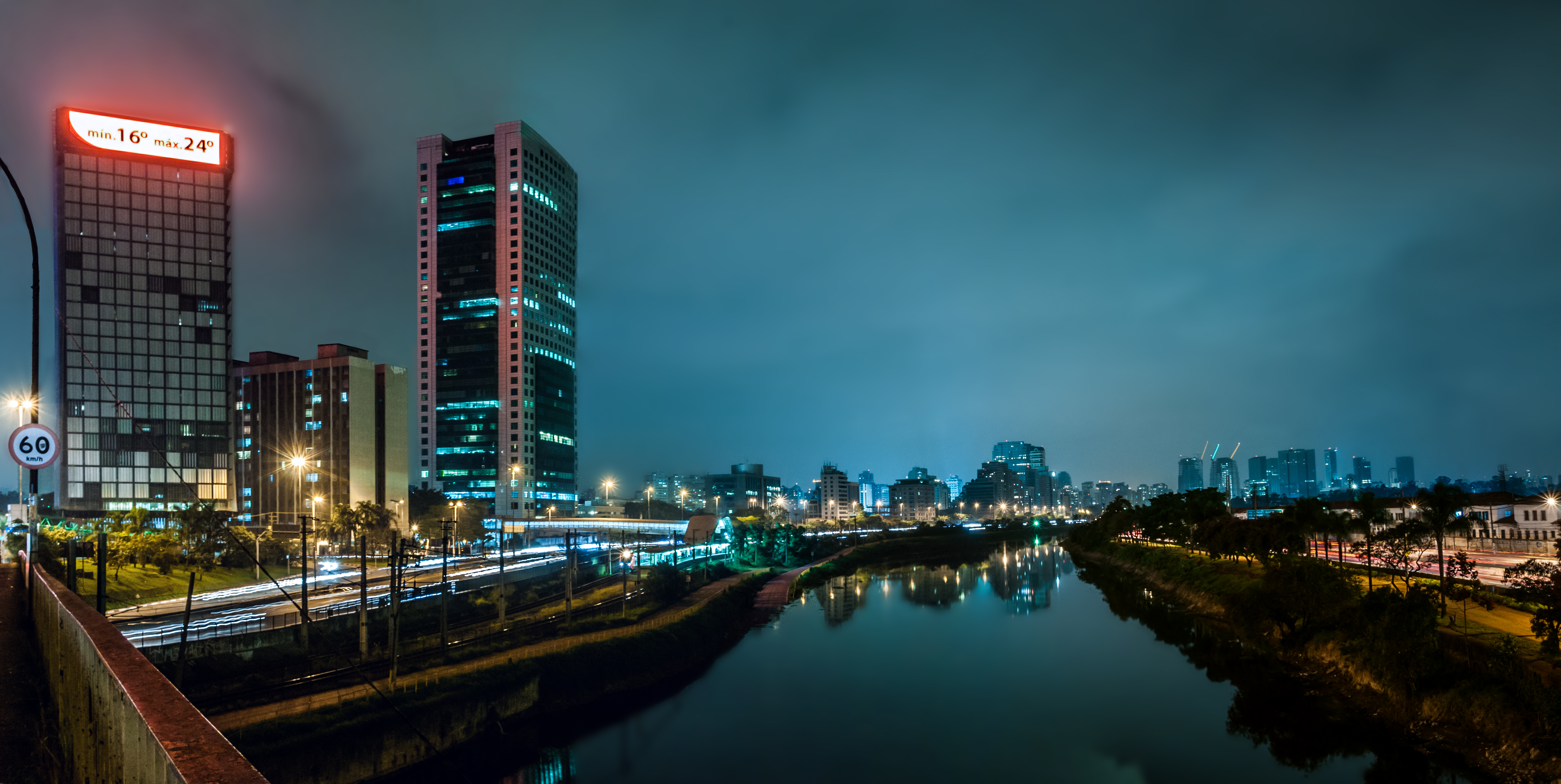
Río Pinheiros de noche.

El río Pinheiros recibe efluentes de 290 industrias y desechos de 400 mil familias. Existen proyectos y obras de implantación de colectores troncales e interceptores por parte de la Sabesp, que colectarían las aguas servidas de los barrios linderos al río, enviándolas a Barueri para su tratamiento, garantizando y prometiendo la recuperación del río y la reaparición de algunos tipos de peces y plantas a sus aguas. 
Además de la construcción de los colectores troncales, se estudian otros procesos de descontaminación adicionales que pueden ser usados en el río, como la flotación y el dragado.
Entre los proyectos de recuperación del río destaca el Proyecto Pomar, iniciativa de plantar flores y árboles fructíferos, transformando sus orillas en un jardín de especies nativas de 14 km de extensión. El Proyecto Pomar es una iniciativa conjunta del gobierno del Estado de São Paulo en conjunto con once empresas privadas. Las primeras iniciativas surgieron en 1999, con la cobertura paisajística de la orilla izquierda del río. Se estima que la descontaminación del río Pinheiros costará alrededor de 100 millones de dólares estadounidenses.
A pesar de la contaminación, distintos tipos de seres vivos han resistido la degradación; carpinchos, halcones, teros, garzas africanas, serpientes, coipos y hasta un yacaré sobreviven a lo largo del Pinheiros, aumentando a futuro las esperanzas de salvación del río.